# Jackie Stallone
Jacqueline Frances Stallone (Washington, 1921. november 29. – Los Angeles, Kalifornia, 2020. szeptember 21.) amerikai asztrológus, táncosnő és a Gorgeous Ladies of Wrestling kayfabe egykori promótere. Sylvester Stallone színész, Frank Stallone énekes és Toni D’Alto színésznő édesanyja.

## Élete
Jacqueline Frances Labofish Washingtonban született, két lány közül az idősebbként. Apja, John Paul Labofish (1891. január 15. – 1956. szeptember 11.) odesszai emigráns zsidó családból származó ügyvéd, édesanyja, Jeanne Victoria Anne „Adrienne” Clerec (1901. július 29. – 1974. február 4.) francia nő volt, aki Bretagneból származott. Szülei akkor ismerkedtek meg, amikor apja az első világháború után az amerikai haditengerészetnél szolgált Brestben (Bretagne). Apai nagyszülei, Rose (Lamlec) és Charles Labofisz az ukrajnai Odesszából, az akkori Orosz Birodalomból származtak.
A családja együtt élt a testépítő Charles Atlasszal, aki kislánykorában tornára, súlyemelésre és futásra edzette a családot. Stallone volt az első nő, akinek Washingtonban napi televíziós műsora volt a testmozgásról és a súlyemelésről, később pedig Barbella's néven nyitott egy csak nőknek szóló edzőtermet. Fiatal korában Stallone trapézművész volt egy cirkuszban és kóristalány egy éjszakai klubban. Emellett fodrászként is dolgozott. Fia, Sylvester édesapja az olasz-amerikai Frank Stallone Sr. volt. Élete nagy részében viszonylag békésen élt. Még azután is, hogy Sylvester 1976-ban szerepelt a Rocky című filmben, a nagyközönség számára ismeretlen maradt mint édesanya.

## Magánélete
Jackie Stallonénak három gyermeke és hét unokája volt. Legidősebb unokája, Sage Stallone 2012-ben váratlanul meghalt. Volt még egy fiúunokája és három lányunokája legidősebb fia, Sylvester révén, egy unokája, Rob Stallone Frank révén, és egy unokája néhai lánya, Toni Filiti révén.
2020. szeptember 21-én, csaknem 99 éves korában, Los Angeles-i otthonában hunyt el álmában. Halálát fia, Frank jelentette be.